# Вставай, Болгария! Мы идём!
Вставай, Болгария! Мы идём! (болг. Изправи се БГ! Ние идваме) (до 20 июля 2021 — Вставайте! Мафия вон! (болг. Изправи се! Мутри вън!) — коалиция партий в Болгарии, созданная лидерами организации «Вставай, Болгария». Возглавлют партию Маея Манолова (бывший омбудсмен и депутат от социалистов) и журналист Арман Бабикян.
Партия два раза в апреле и июле 2021 года смогла войти в парламент с небольшим количеством мандатов, но играла там активную роль. В результате ноябрьских выборов партия утратила мандаты в парламенте.
Партия отказалась участвовать в парламентских выборах 2 октября 2022 года. 

## Результаты выборов
| Год            | Институция                 | Голоса % | Представители | Место |
| -------------- | -------------------------- | -------- | ------------- | ----- |
| 2021 (апрель)  | Народное собрание Болгарии | 4.72 %   | 14 / 240      | 6     |
| 2021 (июль)    | Народное собрание Болгарии | 5.01 %   | 13 / 240      | 6     |
| 2021 (ноябрь ) | Народное собрание Болгарии | 2.29 %   | не прошла     | -     |